# Nene revancha
Nene revancha es una película dramática argentina de 2023 dirigida por Gonzalo Demaría. Narra la historia de un boxeador salido de prisión que busca vengar la muerte de su padre. Está protagonizada por José Giménez Zapiola, Luciano Cáceres, Brenda Gandini y Eliam Pico. La película se estrenó mundialmente el 26 de abril de 2023 en el Buenos Aires Festival Internacional de Cine Independiente.

## Sinopsis
La historia se centra en Orestes Rojas, más conocido por su apodo el «Nene», un boxeador amateur de 26 años, a quien le falta poco tiempo para salir de la cárcel. Un día, ingresa un nuevo interno llamado Leandro, que resulta ser el hijo del boxeador Teodoro «Gallo» Basanta, quien fue el responsable de la muerte del padre del «Nene» durante una pelea en el ring. A partir de esto, el «Nene» establece una relación con Leandro, dando inicio a su plan de venganza contra Teo.

## Elenco
- José Giménez Zapiola como Orestes «Nene» Rojas
- Luciano Cáceres como Teodoro «Gallo» Basanta
- Brenda Gandini como Hebe
- Eliam Pico como Leandro Basanta
- Nahuel Bazán como Darío
- Chechu Vargas como Melania
- Cristian Roda como El Viejo
- Pablo Pinto como Encargado carcelero
- Juan Diego Sagasti como Alejo
- Alberto Sarlo como Jefe del penal
- Lucas Maidana como Elio
- Sebastián Maidana como Ulises

## Estreno
La película tuvo su primera proyección de manera privada el 7 de marzo de 2023 en el evento Conexión: Buenos Aires-Madrid en la Casa de América. Al mes siguiente, Nene revancha fue exhibida mundialmente en el Buenos Aires Festival Internacional de Cine Independiente. En diciembre, la cinta se estrenó en el Festival Internacional del Nuevo Cine Latinoamericano de La Habana.

## Recepción

### Comentarios de la crítica
La película recibió críticas favorables por parte de la prensa. Heraldo Pastor de El Liberal escribió que «llama la atención que los actores enuncien sus parlamentos de manera bastante monocorde [...] aunque dicho rasgo seguramente haya sido intencional para dotar de mayor dureza a sus personajes» y que «Demaría maneja algunas sutileza y va graduando hábilmente la tensión del drama». Juan Pablo Russo de Escribiendo cine describió a la película como «potente» y elogió la interpretación de Cáceres, afirmando que «su actuación resulta efectiva al transmitir tanto la vulnerabilidad como la fuerza interior de su personaje» y también destacó la actuación de Giménez Zapiola, asegurando que «logra comunicar de manera convincente la complejidad emocional de su personaje».